# Шанті (жанр пісень)

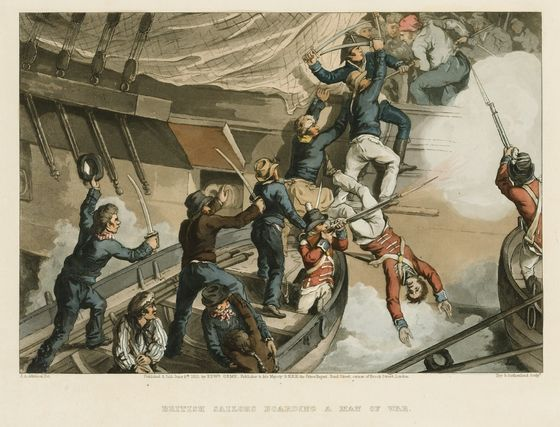
Британські моряки повертають «Герміону»

Ша́нті (англ. sea shanty, також chantey, від фр. chanter — «співати») — піджанр англійської музики, пісні, які співали британські моряки. Були поширені до XX століття, в даний час зберігаються збирачами і любителями фольклорної музики.

## Характеристика
За часів вітрильного судноплавства шанті мали практичну цінність — їх ритм допомагав морякам синхронізувати темп своєї спільної роботи. Також вони несли психологічну користь — розслаблювали і розганяли нудьгу важкої роботи. Завдяки їх використанню команда також могла алегорично висловити свою думку про ситуацію, не давши приводу до покарання від начальства.

Більшість шанті побудовано за принципом народних пісень «питання-відповідь»: одна людина-заспівала («шантімен») співає рядок, а хор моряків підхоплює (наприклад, як у пісні «Boney»):

Шантимен: Boney was a warrior,

Хор: Way, hey, ya!

Шантимен: A warrior and a terrier,

Хор: Jean-François!

На рядок приспіву зазвичай припадав ривок або поштовх.

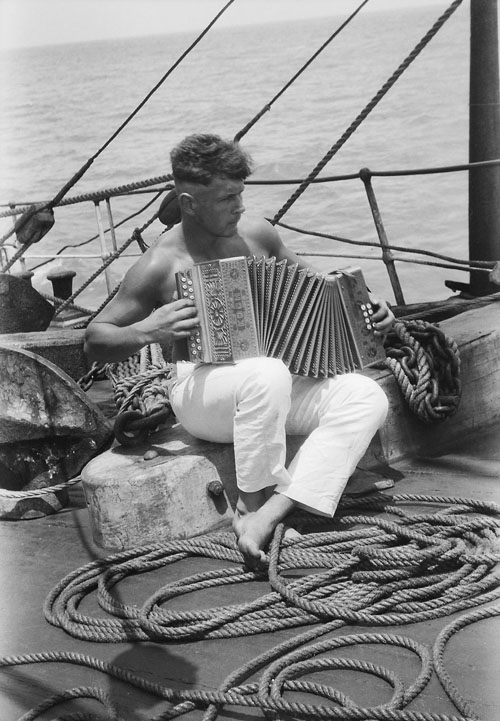

З музичної точки зору, судячи з усього, Шанті харчувалися з безлічі джерел. Наприклад, знаменита «Іспанські леді» — типова іспанська гальярда (які були популярні близько 1600 року), а пісні на зразок «Fire Maringo» схожі на Західно-африканські робочі пісні, а інші мелодії адаптують звичайні народні пісні, а з XIX століття — польки і вальси. З точки зору змістовної частини вірші шанті, подібно блюзам, демонструють послідовність набору рядків без якоїсь явної, наскрізної теми. «John Brown’s Body» — адаптована військова пісня.
«П'ятнадцять чоловік на скриню мерця» — приклад знаменитої вигаданої пісні шанті.

## Категорії
Оскільки на певні слова пісні припадав наголос (тобто ривок), з часом сформувалися традиції співати шанті певного ритму. Виникли шанті для підняття якоря або травлення канатів, і т. д.
- Long-haul shanties (також halyard — «фал» або «long-drag shanties», «шанті довгого ривка»): співаються, коли робота триває довгий час, наприклад, зі спуску або підйому вітрил. Зазвичай мають подвоєння приспіву, подібно — «Way, hey, Blow the man down!». Коли хтось забирався на щоглу, щоб звільнити вітрила, в цей час на палубі команда утримувала фал. Під час куплета команда відпочивала, а під час приспіву починала тягнути — від одного до трьох ривків на приспів, в залежності від ваги вітрила. (Приклади пісень: «Hanging Johnny», «Blow the Man Down[en]»).
- Short-drag shanties (також «short-haul» або «sheet», «короткого ривка»): співаються, коли робота займе мало часу, але потребує великого прикладання сили. Зазвичай мають один сильний наголос в кінці кожного приспіву, на кшталт — «Way, haul away, haul away Joe!». (Приклади пісень: «Boney», «Haul on the Bowline»).
- Capstan shanties (від назви кабестана): співаються при піднятті якоря з використанням кабестана, коли якірний ланцюг або мотузка намотуються на барабан кабестана. Зазвичай ці пісні більш спокійні, ніж інші типи шанті, бо тут не потрібні сплески напруги, а необхідно тільки рівномірний додаток сили. Вони можуть мати довгий приспів, на відміну від варіантів «питання-відповідь» в інших типах, рівний чіткий ритм і оповідний текст, тому що підняття якоря могло тривати досить довго. Наголоси на слова збігалися з кроками по палубі. (Приклади пісень: «Santianna[en]», «Paddy Lay Back», «Rio Grande», « South Australia[en]», «John Brown's Body»).

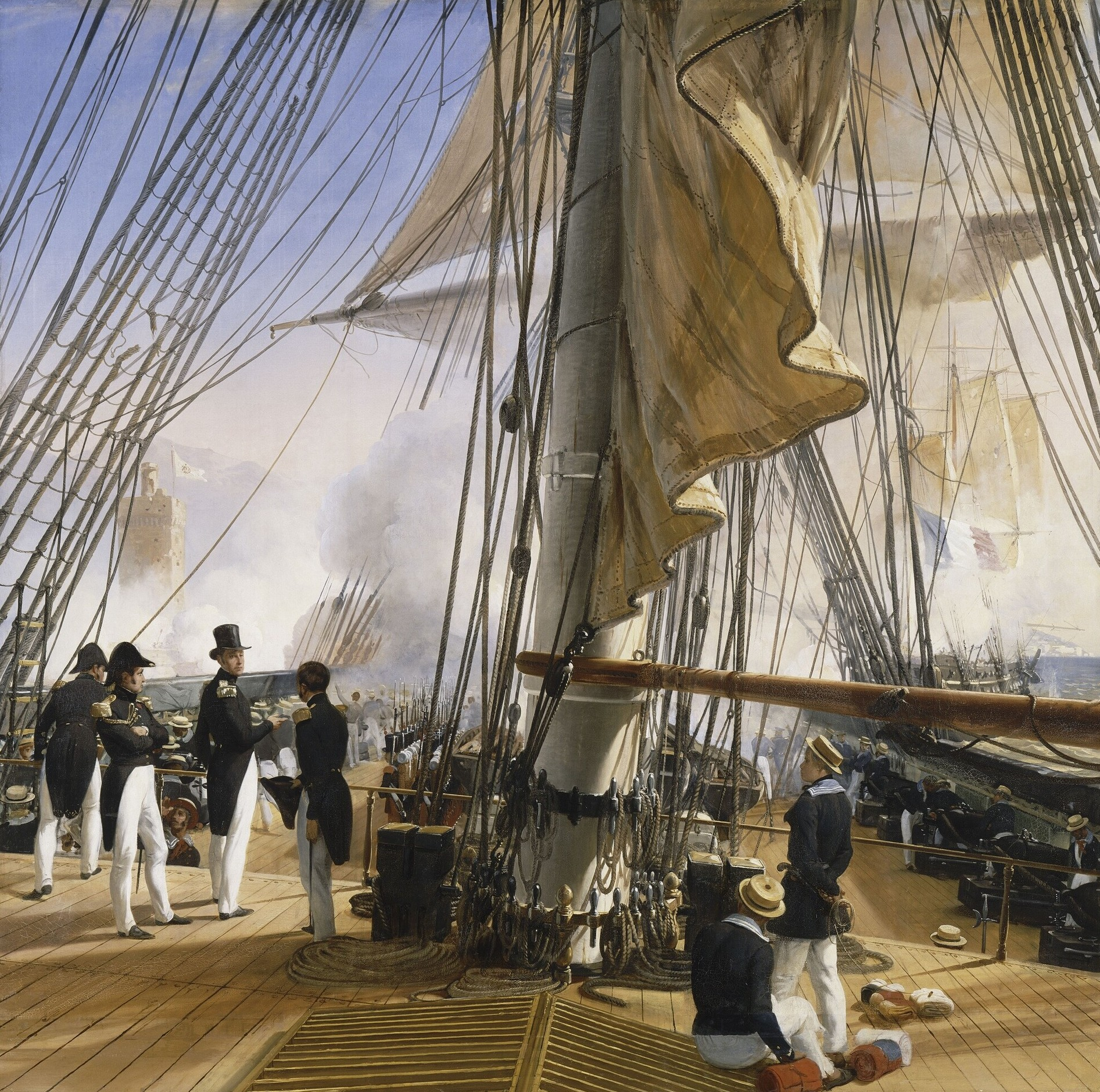
Палуба парусного судна в 1831 році

- Stamp-'n'-Go shanties: використовувалися тільки на кораблях з великою командою, де, щоб протягнути лінь, використовувалася велика кількість людей. Матроси тягли канат, маршируючи; крім того, канати тяглися не тільки по прямій, але і «зав'язуючи» петлю — коли одна група матросів згортає і протягує кінець каната під його серединою. У таких шанті теж довгі приспіви, подібно «кабестановим». (Приклади пісень: «Drunken Sailor», «Roll the Old Chariot»
- Pumping shanties (від «помпа»): співалися під час відкачування помпою води з корабля, а також при використанні брашпиля для підйому якоря («брашпильні шанті»). Також могли використовуватися при роботі з кабестаном, крім того, після винаходу даунтонівської помпи з іншим типом руху «кабестанівські шанті» стали зручними при роботі з помпою. (Приклади пісень: «Strike The Bell», « Shallow Brown», «Barnacle Bill the Sailor[en]», «Lowlands»).
- Fo'c's'le (Forecastle) songs, (Fo'castle Shanty, Forebitters — «церемоніальні шанті» або «бакові пісні»): пісні, які використовувалися не при роботі, а для розваги, коли матроси в гарну погоду збиралися на носі, біля бака. Церемоніальні пісні співалися на святах, наприклад, при перетині екватора. (Приклади пісень: «Spanish Ladies»[en], «Rolling Down to Old Maui»[en])
- Menhaden shanties (від menhaden — «оселедець»): робочі пісні, які використовувалися на риболовецьких човнах. (Приклади пісень: « the Johnson Girls», «Won't You Help Me to Raise 'Em Boys»).

## Сучасні виконавці
Входять до репертуару сучасних фолк-гуртів, зокрема, ірландського «The Dubliners», шотландського «Silly Wizard», Канадсько-ірландського «The Irish Rovers», французького Шанті-гурту Marée de paradis та інших.